# L'Île des femmes perdues
Pour plus de détails, voir Fiche technique et Distribution.
L'Île des femmes perdues (titre original : Island of Lost Women) est un film américain réalisé par Frank Tuttle, sorti en 1959.

## Fiche technique
- Titre original : Island of Lost Women
- Réalisation : Frank Tuttle
- Scénario : Ray Buffum et Prescott Chaplin
- Direction artistique : Jack T. Collis
- Photographie : John F. Seitz
- Montage : Roland Gross (en)
- Musique : Raoul Kraushaar
- Pays de production : États-Unis
- Format : Noir et blanc
- Genre : aventure
- Durée : 71 minutes
- Date de sortie : mai 1959

## Distribution
- Jeff Richards : Mark Bradley
- Venetia Stevenson : Venus
- John Smith : Joe Walker
- Diane Jergens (en) : Urana
- June Blair (en) : Mercuria
- Alan Napier : Dr Paul Lujan
- Gavin Muir : Dr McBain